# Lilla Sarvgöl
Lilla Sarvgöl är en sjö i Västerviks kommun i Småland och ingår i Storåns huvudavrinningsområde.